# کارولا مایر میلوبار
کارولا مایر میلوبار (به انگلیسی: Karola Maier Milobar)(متولد ۱۸۷۶) اولین پزشک زنی بود که در سال ۱۹۰۶ در کرواسی کار کرد او در سال ۱۹۰۰ از دانشکده پزشکی زوریخ فارغ‌التحصیل شده بود وی از سال ۱۹۰۶ تا ۱۹۴۵ در کلینیکی در خیابان بریسلاویچوا در زاگرب طبابت می‌کرد این اولین کلینیک خصوصی برای بیماری‌های دستگاه گوارش و اندام‌های زنانه در زاگرب بود.